# Dirty Dancing (trilha sonora)
Dirty Dancing: Original Soundtrack from the Vestron Motion Picture é a trilha sonora original do filme americano Dirty Dancing de 1987. O álbum foi incluído na lista dos 200 álbuns definitivos do Rock and Roll Hall of Fame.

## Faixas
1. (I've Had) The Time of My Life - (Bill Medley & Jennifer Warnes) – 4:47
2. Be My Baby (The Ronettes) – 2:37
3. She's Like the Wind - (Patrick Swayze) – 3:51
4. Hungry Eyes (Eric Carmen) – 4:06
5. Stay (Maurice Williams and the Zodiacs) – 1:34
6. Yes (Merry Clayton) – 3:15
7. You Don't Own Me (The Blow Monkeys) – 3:00
8. Hey Baby (Bruce Channel) – 2:21
9. Overload (Alfie Zappacosta) – 3:39
10. Love Is Strange (Mickey & Sylvia) – 2:52
11. Where Are You Tonight (Tom Johnston) – 3:59
12. In The Still of the Night (The Five Satins) – 3:03